# Robert Shane Kimbrough
Pour les articles homonymes, voir Shane et Kimbrough.
Robert Shane Kimbrough est un astronaute américain né le 4 juin 1967 à Killeen, au Texas, et vétéran de deux missions spatiales.

## Biographie
Né le 4 juin 1967 à Killeen, au Texas, Kimbrough fréquente l'école Lovett à Atlanta, en Géorgie, où il obtient son diplôme en 1985. Kimbrough est diplômé de l'Académie militaire des États-Unis en 1989 en génie aérospatial, et a servi comme pilote d'hélicoptère Apache lors de la première guerre du Golfe en 1991. Kimbrough est ensuite diplômé de l'Institut technologique de Géorgie avec une maîtrise en Sciences. Il a ensuite travaillé à la NASA au centre Johnson à former des astronautes sur les procédures d'atterrissage de la navette pendant plusieurs années avant qu'il ne soit lui-même sélectionné dans le groupe 20.
Il a pris sa retraite de l'armée américaine avec le grade de colonel.
Il est marié et a trois enfants.

## Vols réalisés

### STS-126 (2008)

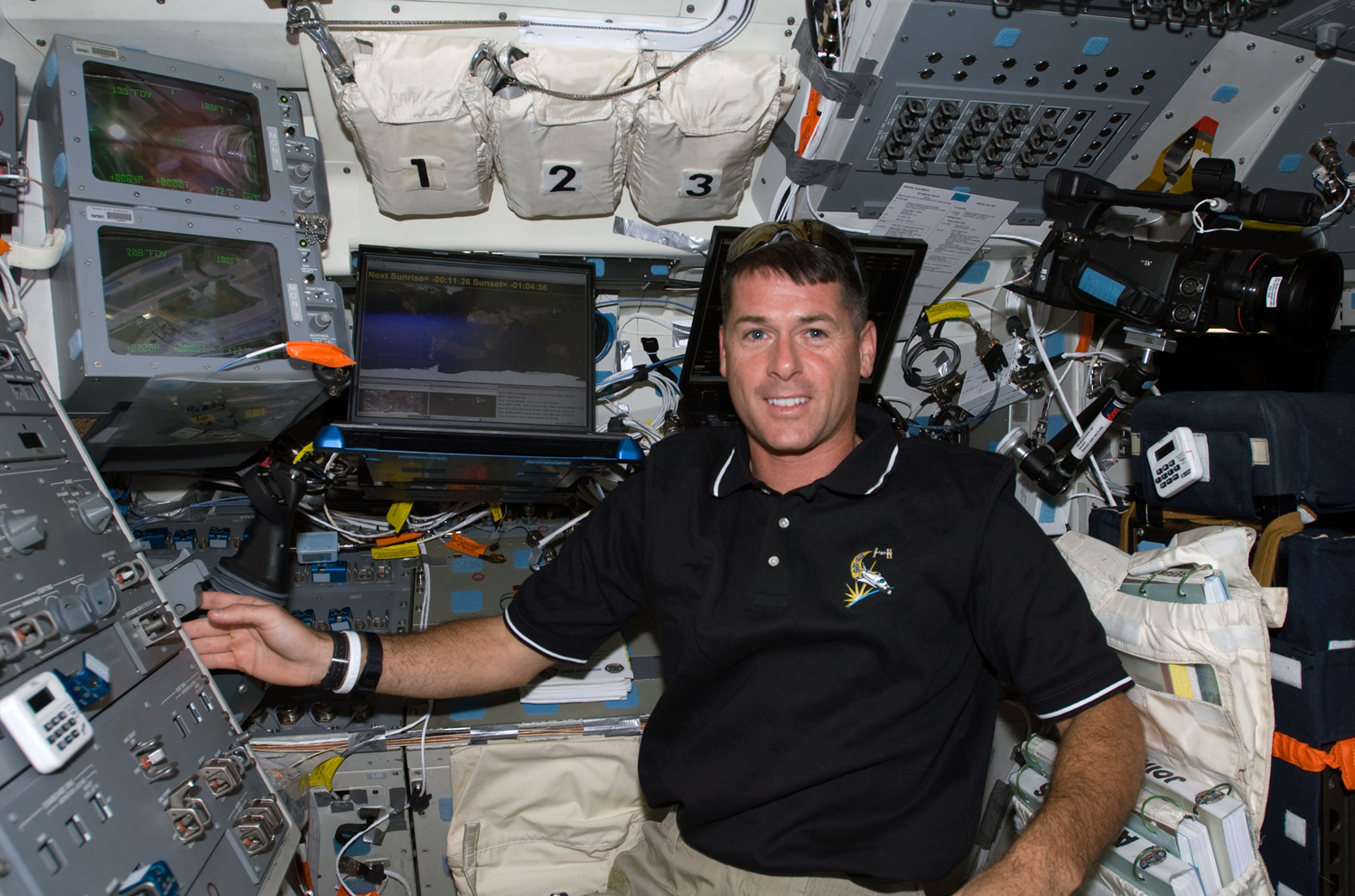
Kimbrough lors de son premier vol.

Robert Kimbrough était spécialiste de mission pour le vol STS-126, avec la navette Endeavour, lancée le 14 novembre 2008 pour la livraison d'équipements permettant d'accroître la capacité d'accueil de la station spatiale internationale. Il participe à 2 sorties extra-véhiculaires ou EVA, pour un total de 12 heures et 52 minutes en compagnie de Heidemarie Stefanyshyn-Piper et de Stephen Bowen

### Expédition 49/50
Kimbrough décolle pour une seconde mission le 19 octobre 2016 vers l'ISS avec Andreï Borissenko, commandant à bord du Soyouz MS-02 et Sergeï Ryjikov. Il est de retour sur Terre le 10 avril 2017. L'équipage participe aux expéditions 49 et 50 du complexe orbital et Kimbrough commande la seconde.
Le 6 janvier 2017, Kimbrough a effectué sa troisième EVA, avec Peggy Whitson. Ils ont installé trois nouvelles plaques d'adaptation et des connecteurs électriques pour préparer le remplacement des batteries de l'ISS. L'EVA a duré 6 heures et 32 minutes.

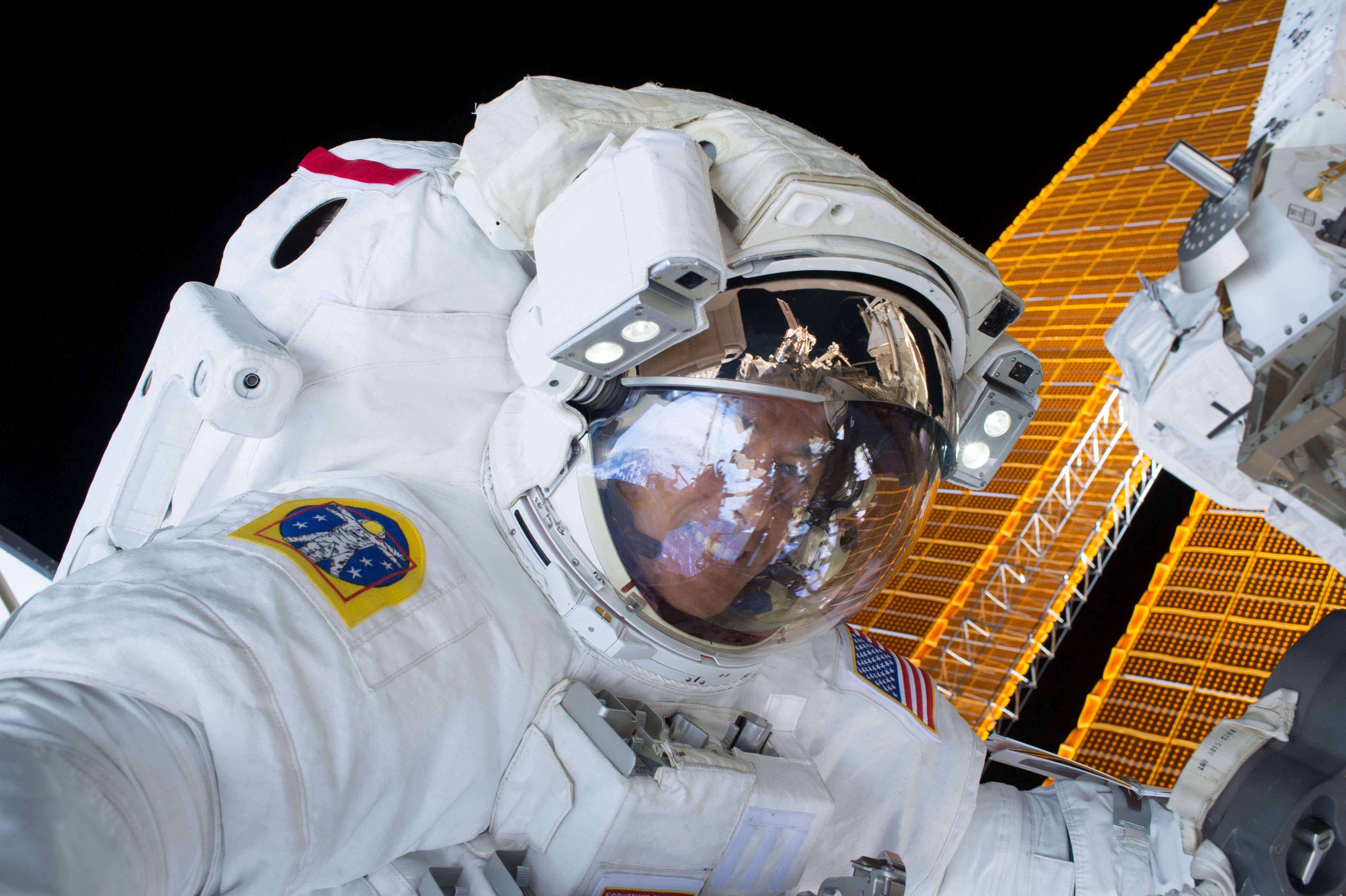
Le 6 janvier 2017, première sortie de l'expédition 50.

Kimbrough a effectué sa quatrième EVA avec l'astronaute français Thomas Pesquet le 13 janvier 2017. Pendant l'EVA, ils ont préparé l'infrastructure pour remplacer les batteries de l'ISS. L'EVA a duré 5 heures et 58 minutes. 
Le 23 mars 2017, Kimbrough a réalisé sa cinquième EVA avec Thomas Pesquet. L'objectif principal était de préparer l'adaptateur d'accouplement pressurisé-3 (PMA-3) pour l'installation du deuxième International Docking Adapter (IDA), qui accueillera les amarrages de véhicules commerciaux. L'EVA a duré 6 heures et 34 minutes,.
Le 30 mars 2017, Kimbrough a participé à sa sixième EVA avec Peggy Whitson. Ils ont connecté le PMA-3 et installé de nouveaux boucliers axiaux antimétéorites pour le module Node 3 après la perte d'un bouclier. L'EVA a duré 7 heures et 4 minutes. 
Kimbrough transportait au cours de cette mission dans ses bagages un ballon de football récupéré des débris de la navette spatiale Challenger vers l'ISS, après quoi il a été remis à la famille de l'astronaute Ellison Onizuka, tué lors de la catastrophe de Challenger en 1986 et présenté au Clear Lake High School de Houston.

### SpaceX Crew-2
Il s'envole le 23 avril 2021 sur SpaceX Crew-2 avec Megan McArthur, le Japonais Akihiko Hoshide et le Français Thomas Pesquet.

## Galerie

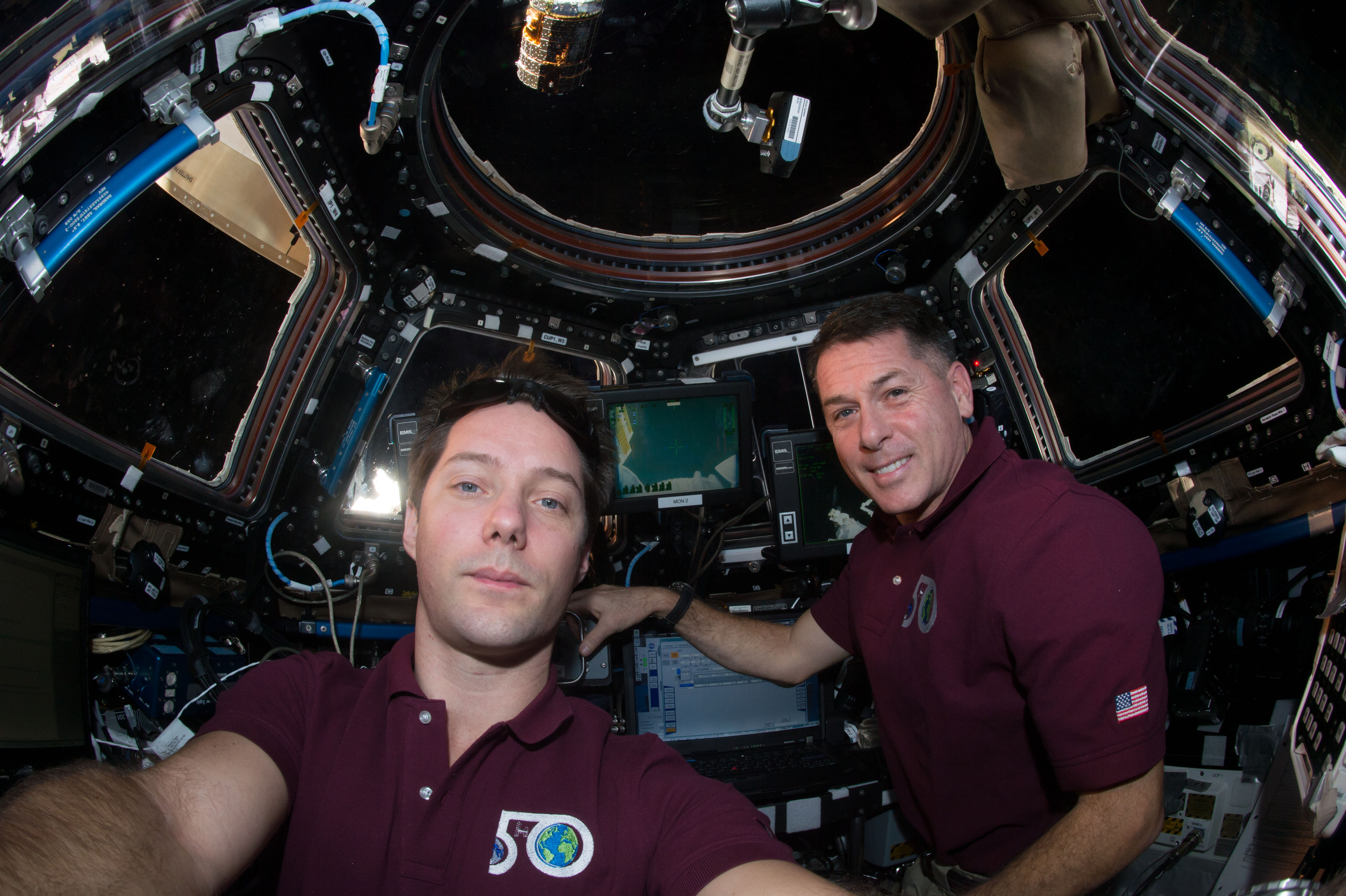
Shane et l'astronaute français Thomas Pesquet dans la coupole de la station lors de la saisie du cargo japonais HTV-6.
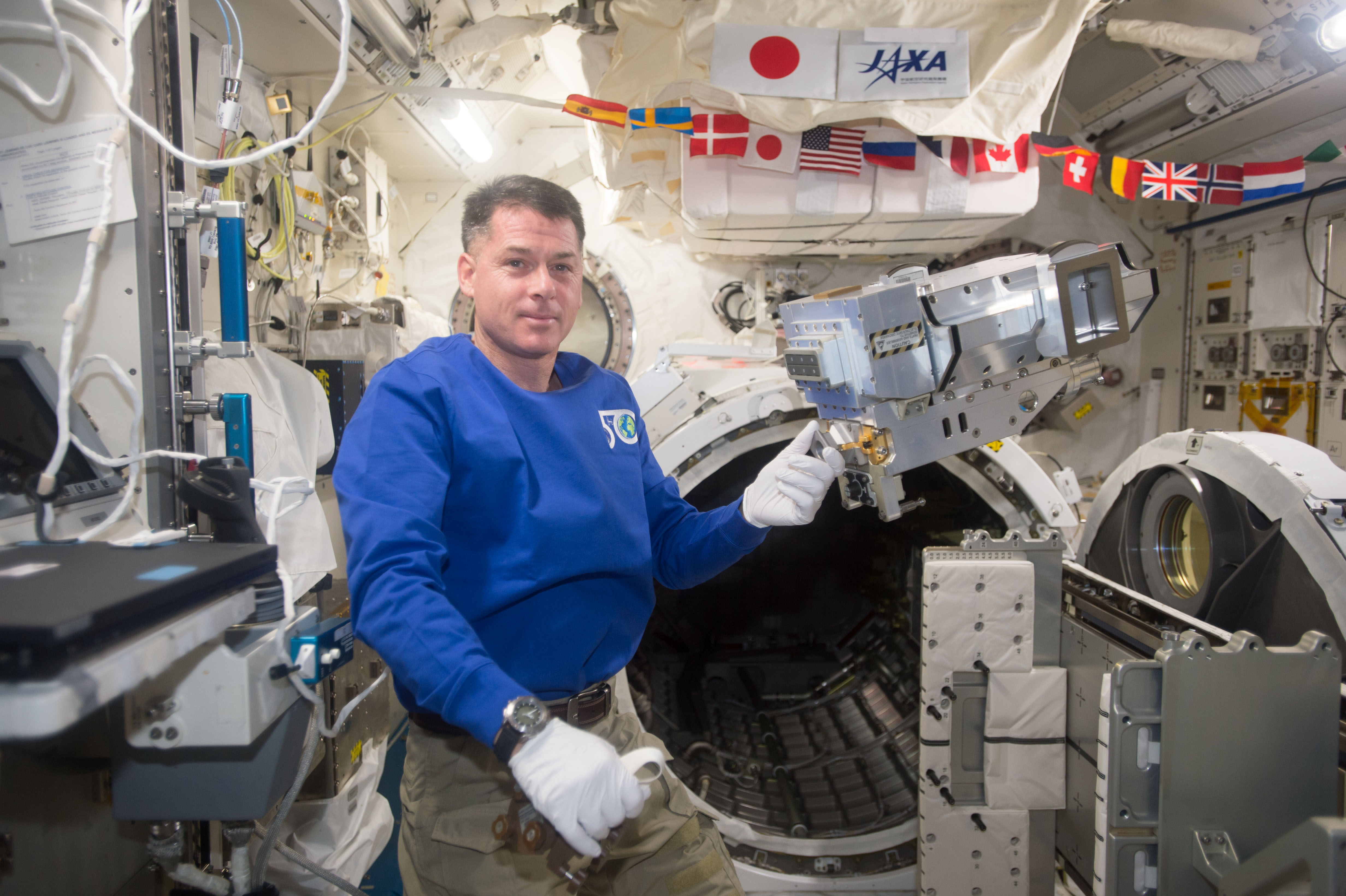
L'astronaute s'apprête à faire sortir un détecteur de fuite d'ammoniac par le sas du module Kibo lors de sa seconde mission.
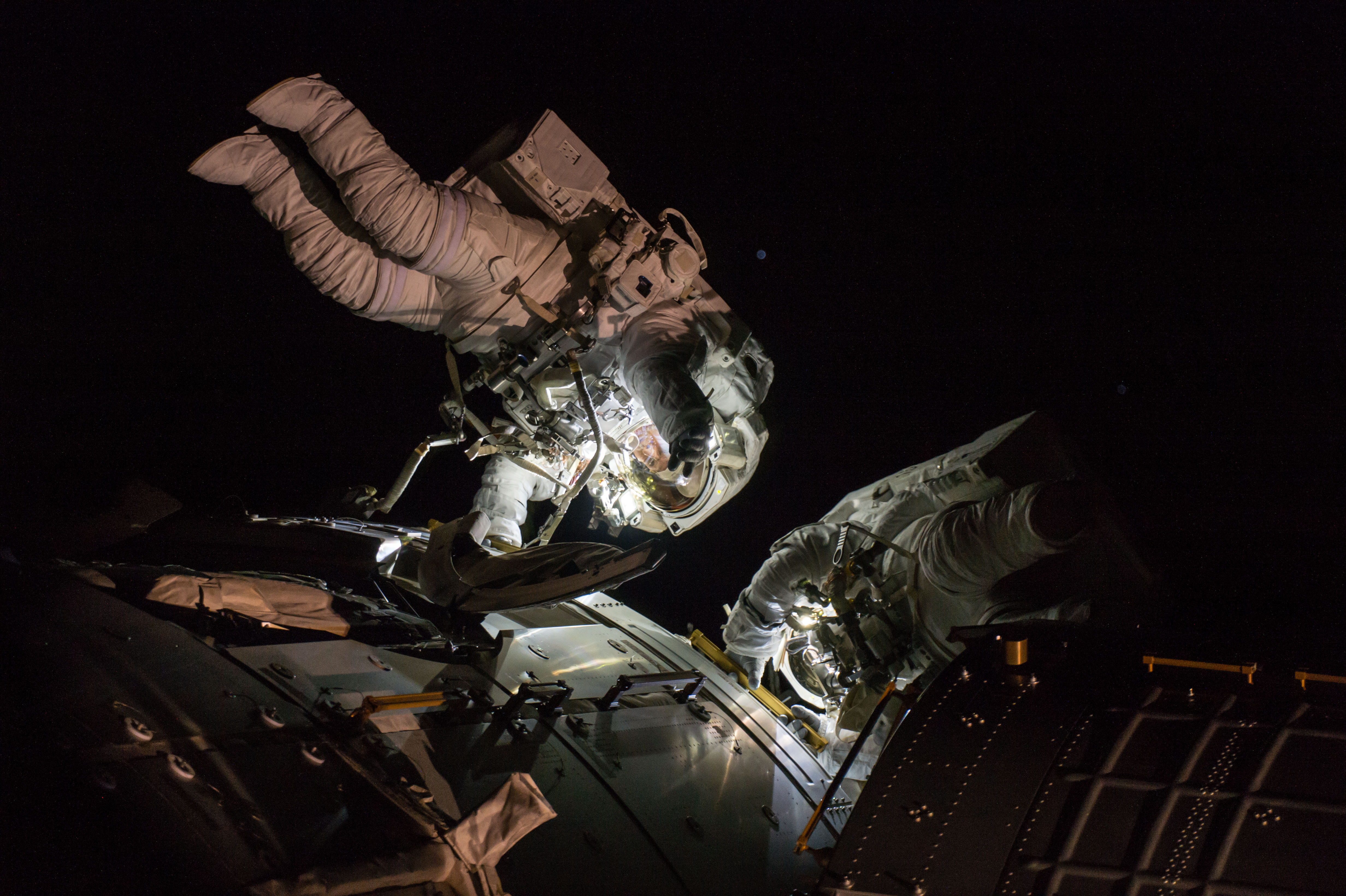
Lors de sa dernière sortie (ISS-50 EVA-4) avec Peggy Whitson, les astronautes ont passé plus de 7h dans le vide pour travailler sur l'adaptateur PMA-3.